# Juin 1810

## Événements
- France : publication par Nicolas Appert de L'art de conserver pendant plusieurs années toutes les substances animales ou végétales.
- Napoléon obtient le renvoi de Gerhard von Scharnhorst (1755-1813), ministre de la Guerre en Prusse[1].

- 3 juin, France : nouvelle disgrâce de Joseph Fouché.

- 6 juin : Karl August von Hardenberg (1750-1822) est nommé chancelier de Prusse (1810-1817)[2].

- 10 juin, création de la marque Peugeot en Franche-Comté à Sochaux.

- 23 juin, États-Unis : la Pacific Fur Company est fondée par John Jacob Astor.

## Naissances
- 3 juin : Robert Mallet (mort en 1881), ingénieur et géologue irlandais.
- 8 juin : Robert Schumann, compositeur allemand.

## Décès
- 16 juin : Giuseppe Angelo Saluzzo di Menusiglio (né en 1734), chimiste italien.
- 21 juin : Giovanni Battista Caprara, cardinal italien, archevêque de Milan (° 29 mai 1733).
- 28 juin : Joseph-Michel Montgolfier, inventeur français (° 26 août 1740).